# Théorie de la dégénérescence
La théorie de la dégénérescence ou théorie de l’hérédité-dégénérescence est une théorie née au XIXe siècle, d'abord formulée par Bénédict Augustin Morel en 1857, puis révisée et exposée par ses disciples Magnan et Legrain, pionniers du darwinisme social. Selon cette théorie, l'origine des maladies mentales est héréditaire, traduisant la transmission d'un terrain « taré » d'une génération à l'autre, avec une aggravation de génération en génération, et comme risque celui d'éteindre une lignée.
Cette théorie, d'abord appliquée à la folie et à l'alcoolisme, s'étend à de nombreux domaines : les maladies vénériennes, diverses pathologies (rachitisme, tuberculose, toxicomanie, cancer…) dues à des individus vulnérables qui transmettent ces tares, ou encore la criminalité considérée comme un atavisme héréditaire dans les œuvres du criminologiste Cesare Lombroso.
L'idée de dégénérescence va imprégner durablement les conceptions médicales et hygiénistes. Dans ce cadre, la plupart des pathologies liées aux conditions sociales d'existence (nuisances industrielles, pauvreté, mauvaises conditions de logement et d'alimentation, défaut d'éducation morale) sont susceptibles de se transmettre héréditairement, mettant en péril la famille, la « race », les sociétés industrielles et libérales, jugées dégénérées en raison du mélange de classes et de races.
Généralisée, elle fusionne avec celle de la décadence sociale (assimilée à une dégénérescence des valeurs) pour participer à la naissance d'idéologies eugénistes et racistes et nourrir les théories de déclin civilisationnel. Elle diffuse dans les milieux intellectuels, artistiques et littéraires, en participant à un sentiment de décadence dit esprit fin de siècle. La saga Les Rougon-Macquart d'Émile Zola par exemple, s'en inspire directement en décrivant les fléaux de la classe ouvrière écrasée par l'industrialisation naissante, les nouvelles conditions de vie et de travail insalubres, et ces thèses sont particulièrement développées dans le dernier roman de la saga : Le Docteur Pascal, 20e et dernier volume des Rougon-Macquart, paru en 1893.
Cette théorie domine les doctrines médicales de la psychiatrie jusque dans les années 1930. Bien que discréditée sur le plan scientifique, elle persiste, parfois sous des travestissements, dans la présentation de malédictions transgénérationnelles, de discours eugénistes et racistes rendant compte des inégalités ou du déclinisme contemporain.

## Étymologie et sens du terme
Dans l'antiquité romaine, le verbe degenerare, emprunté au domaine de l'agriculture, est fréquemment utilisé dans le champ de la morale et de la filiation. Il n'est alors jamais utilisé pour décrire une difformité physique, mais signale exclusivement un écart de caractère ou de conduite, c'est-à-dire dans son sens littéral « perdre les qualités de sa lignée » 
Le mot « dégénérer » apparaît en français au XIVe siècle, en 1361, avec le sens de s'abâtardir « perdre ses qualités héréditaires », puis par extension la perte de qualité, la dégradation et la corruption. Dans ce sens étendu, le terme « dégénération » apparaît en 1508.
Au XVIIIe siècle, apparaissent les termes « dégénéré » (1753) puis celui de « dégénérescence » (1796) inventé par Condorcet sur les modèles de efflorescence, recrudescence... et qui finit par supplanter le mot dégénération, terme qui est resté en anglais et en allemand.
À la fin du XVIIIe siècle, la dégénération ou dégénérescence prend rapidement un sens médical précis, spécifique à l'anatomie pathologique naissante. Il s'agit d'une transformation pathologique, ou d'une production accidentelle, d'un tissu ou d'une structure anatomique, donc d'une structure physique par rapport à l'anatomie normale (Morgagni, Laennec...).
Des naturalistes, comme Buffon ou Lamarck, utilisent ce terme comme un synonyme de dégradation pour définir une « déviation naturelle de l'espèce ».

## Contexte

### Socio-culturel

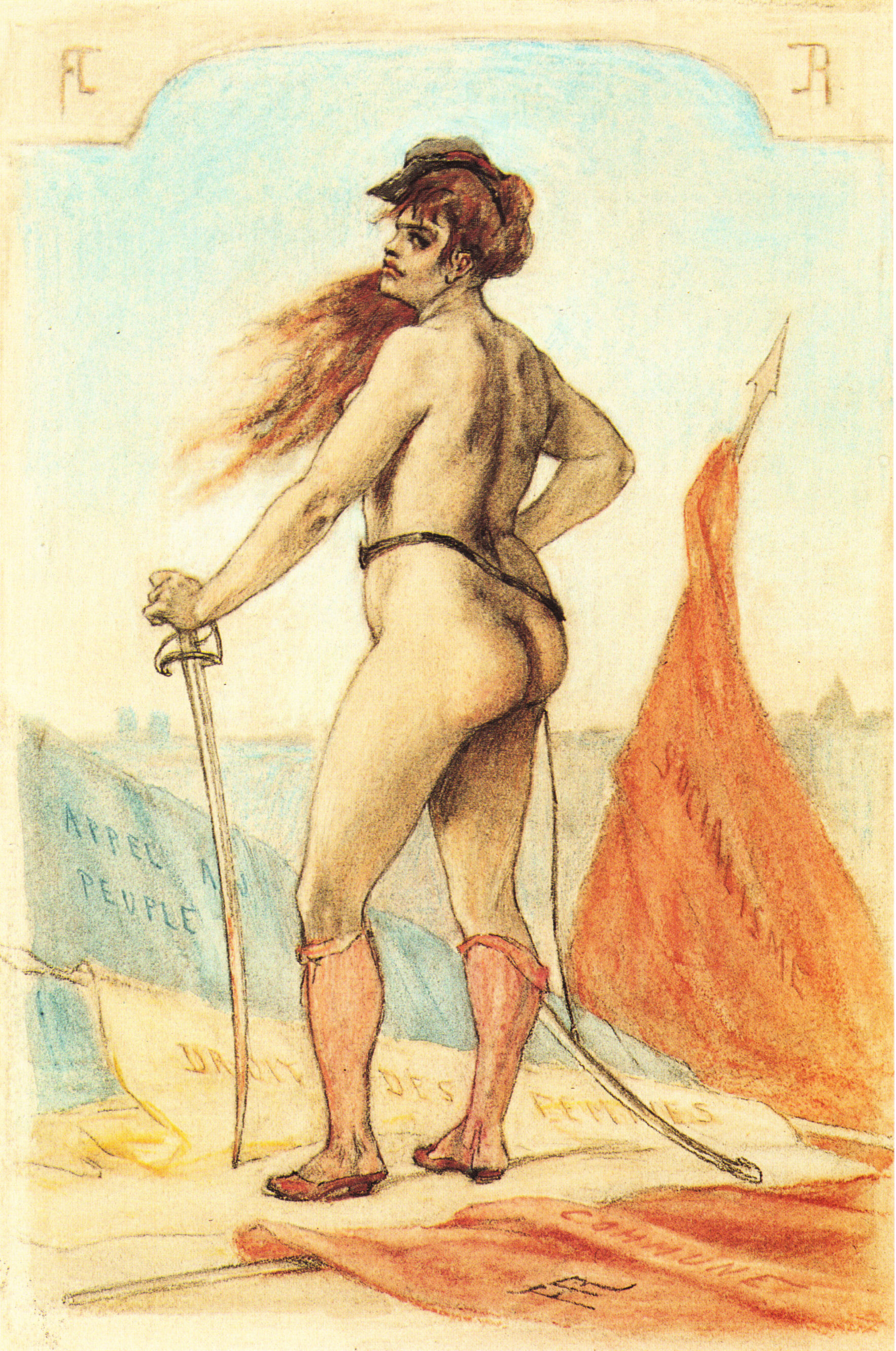
La révolution sociale, par Félicien Rops (1833-1898), ou la folie des classes dangereuses dans une société décadente (Musée provincial Félicien Rops, Namur).

Au cours du XIXe siècle, la France, comme d'autres nations en voie d'industrialisation, se dote d'un système de statistiques. Celles-ci indiquent une croissance démographique et urbaine rapide, considérée comme alarmante au début du siècle, et qui suscite de nouvelles réflexions comme le malthusianisme.
Après 1850, le taux de natalité en France commence à décliner, et l'alarme s'inverse par crainte d'une décadence par dépopulation. Des signes de déclin se matérialisent dans les statistiques militaires où l'on constate, outre la baisse du nombre des recrues, la baisse de leur qualité, puisque dans quelques régions françaises, le taux de rejet des conscrits (inaptitude au service militaire) peut atteindre plus de 60 %. De même dans les grandes villes, comme à Paris, les employeurs préfèrent embaucher pour leurs nouvelles usines, des immigrés ruraux, plutôt que des parisiens, au motif de leur meilleure santé et plus grande forme physique.
Rare sont les critiques, comme Paul Broca, qui contestent ces interprétations, en considérant qu'au contraire les français sont mieux nourris, mieux vêtus, mieux logés et plus instruits par rapport à toutes les époques précédentes. Malgré ce, l'idée d'une décadence et d'un déclin général reste dominante. Elle est renforcée par la défaite de 1871, ce sentiment imprègne durablement la société française, et l'expression fin-de-siècle est l'indice d'un malaise intellectuel où l'on se vit comme décadent par rapport au siècle de Louis XIV, la Renaissance, ou la Grèce Antique,.

### Scientifique
Le XVIIIe siècle a vu apparaître une étude renouvelée du vivant et de son évolution, notamment avec Buffon qui place l'homme comme animal supérieur, objet lui-même de science naturelle. Il en est de même avec les problèmes de la génération (c'est-à-dire la transmission des qualités d'une lignée ou genre, ou hérédité) par des précurseurs tels que Maupertuis.

#### Hérédité
L'identification de maladies héréditaires – celles qui seront appelées génétiques à partir de la deuxième moitié du XXe siècle – progresse au cours du XIXe siècle. L'une des plus anciennes était l'hémophilie qui frappait des familles royales. De nouvelles sont décrites comme la maladie de Lobstein ou ostéogenèse imparfaite en 1833, le syndrome de Down ou mongolisme en 1866, la maladie de Huntington en 1872...
Cependant les médecins de cette époque n'ont que des idées vagues sur cette hérédité morbide. Ils parlent de diathèse, de prédisposition, de constitution, de terrain... Ils mêlent dans leur discours les termes de « plasma germinatif », de semence, d'embryon et de fœtus. Ils confondent ainsi les maladies congénitales qui touchent le fœtus au cours de son développement, et les maladies héréditaires ou génétiques. Ils pensent que des toxiques, puis des microbes, ou des conditions d'existence, peuvent altérer le plasma germinatif, et se transmettre aux générations suivantes.
Ces conceptions vont retarder l'introduction de l'hérédité mendélienne en médecine. Celle-ci ne sera pleinement reconnue qu'à partir du premier tiers du XXe siècle, passant du statut d'exception à celle de règle.

#### Folie
Durant le XVIIIe siècle, le problème de la folie fait l'objet d'approches organiques, voire mécanistes, la folie est vue comme une maladie du cerveau susceptible d'être traitée par des moyens physiques. En 1799, dans un contexte révolutionnaire, Philippe Pinel inaugure, tout au contraire, le « traitement moral des aliénés », et en 1838 Jean-Étienne Esquirol fait voter une loi sur les aliénés, ces deux événements sont considérés comme fondateurs de la psychiatrie française.
Au milieu du XIXe siècle, le monde des aliénistes est en crise, devant la croissance des populations internées dans les asiles, les échecs thérapeutiques (celui du traitement moral est patent : Pinel avait supprimé les chaînes, les aliénistes appliquent la camisole de force), les désaccords et confusions sur les classification des maladies mentales, aussi bien que sur leur nature (du corps ou de l'esprit, rapports avec les transformations sociales en cours).
Cet échec des politiques asilaires est aussi celui d'un optimisme sur la nature de l'homme, considérée comme perfectible par le milieu, par hérédité de nouveaux caractères acquis, selon le transformisme de Jean Baptiste de Lamarck.
Le problème posé est de trouver un cadre clair et cohérent permettant de penser la folie et sa place dans l'ensemble des savoirs bio-médicaux de cette époque, c'est-à-dire correspondant aussi au niveau de médicalisation d'une société et de ses problèmes (folie, crime, sexe, alcool et pauvreté) lors de la révolution urbaine et industrielle.

## Théorie initiale de Morel

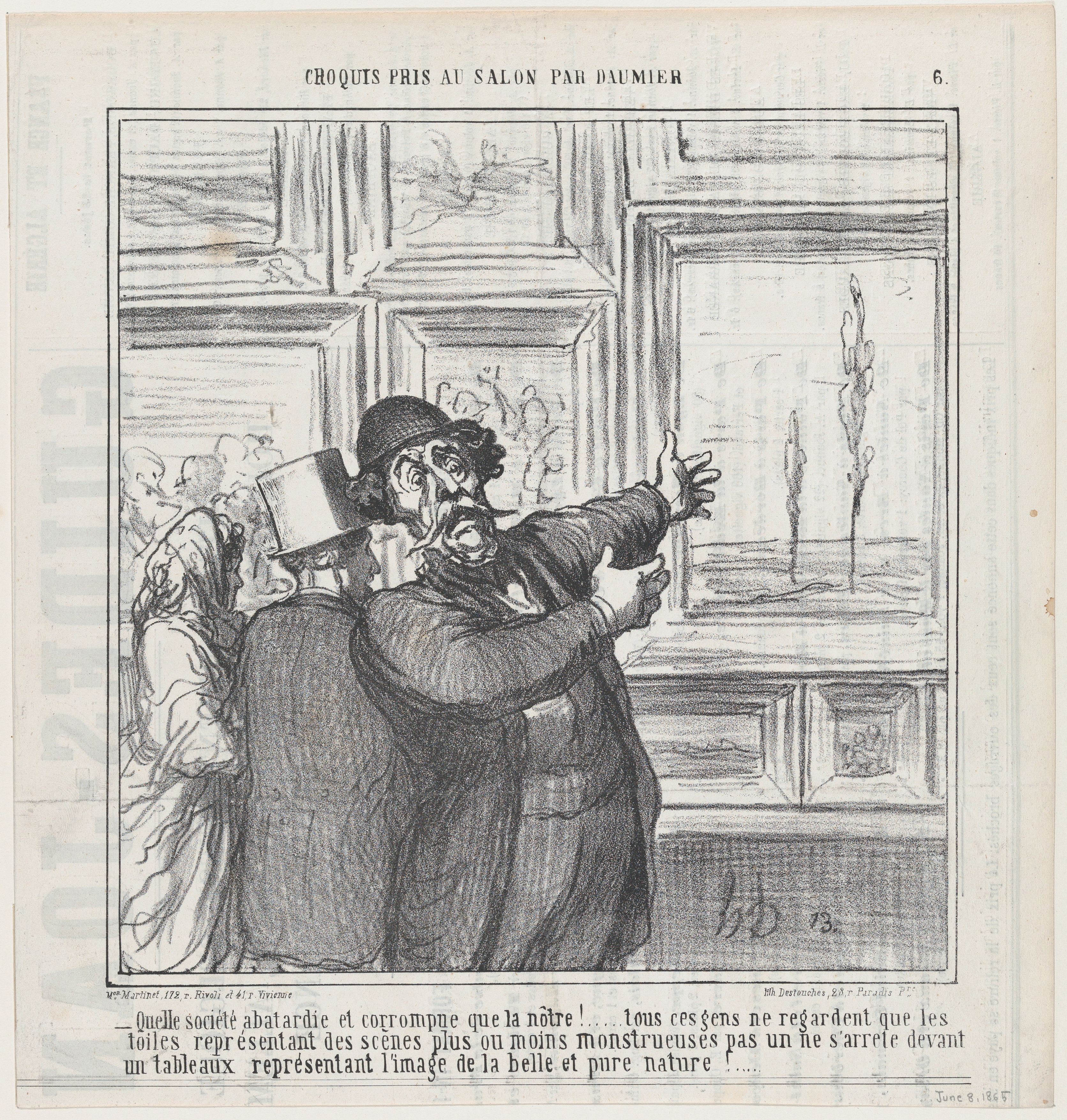
Croquis pris au salon par Honoré Daumier, Le Charivari, 8 juin 1865.

Elle est précédée de publications, par plusieurs auteurs, sur le thème médical de la dégénérescence dans les domaines de l'hérédité et de l'anatomie pathologique, notamment du système nerveux. C'est le cas de Jacques Joseph Moreau de Tours, de Prosper Lucas (1847), de Vandeven (1850), .
Ces différentes approches sont synthétisées par Bénédict Augustin Morel (1809-1873), qui en fait une théorie générale dite de la dégénérescence, censée rendre compte de la folie et de toutes les maladies mentales. Cette théorie est adaptée au cadre médico-social de son époque, ce qui explique son succès sur près d'un demi-siècle. Elle parait en 1857 dans son Traité des dégénérescences physiques, intellectuelles et morales de l’espèce humaine, suivi en 1860 par son Traité des maladies mentales.
Le terme « moral » n'a plus le sens employé par Pinel dont le « traitement moral » était l'équivalent du moderne « psychologie, psychothérapie ». Morel vise bien la moralité, le comportement et les mœurs par rapport aux normes de son époque.

### Présupposés
Pour élaborer sa théorie, Morel s'appuie sur une grande diversité de sources, non seulement médicales, mais aussi sur des statistiques de naturalistes, des expériences de physiologistes, des relevés de géologues, comptes rendus de voyageurs. Cette diversité donne à sa théorie un caractère universel et scientifique .
Morel est aussi un catholique, et il a deux a priori métaphysiques :  1) l'âme et le corps sont liés de façon consubstantielle, les causes morales et physiques s'effectuent dans un seul et même lieu d'action : le système nerveux, 2) l'Homme a été créé parfait par Dieu, et les transformations subies depuis l'origine sont liées aux influences terrestres. Selon Morel, la cause première de la dégénérescence est le péché originel, mais le point fort de sa théorie et qui intéresse ses contemporains, c'est le lien entre désordre cérébral et transmission héréditaire évoluant sur plusieurs générations. Pour en rendre compte, il s'appuie sur le transformisme de Lamarck ,, mais interprété de façon pessimiste (transformisme de dégradation).
De même, il reprend la notion naturaliste de « déviation naturelle de l'espèce », pour faire de la maladie mentale « une déviation maladive de l'espèce [humaine] », ou plus exactement « une déviation maladive d'un type primitif [parfait] ».

### Enchaînement causal
Morel critique les classifications basées sur les symptômes ou les lésions nerveuses correspondant aux symptômes. Les données héréditaires étaient jusque là présentées comme des faits d'observation, Morel leur donne une place centrale dans une théorie causale. À côté de la classique hérédité du similaire (qui caractérise la notion d'espèce), il introduit une hérédité du dissemblable (qui caractérise la maladie), ce qui permet d'expliquer que les mêmes causes produisent des effets différents.
Morel n'oppose pas les causes morales et les causes physiques, mais en revanche il distingue les causes pré-disposantes et les causes déterminantes. Les premières s'accumulent de façon héréditaire pour constituer un terrain fragile. Les secondes déclenchent la folie chez les prédisposés. Ce jeu de causalité permet d'expliquer tel ou tel type morbide de dégénérescence.
Ce processus s'aggrave de génération en génération, jusqu'au dernier stade du dégénéré complet (exemple type de l'idiot grabataire) atteint de stérilité ou devenu incapable de procréer, ce qui amène l'extinction de la lignée tarée.

### Classification des aliénations
Morel distingue les aliénations accidentelles, d'aspect clinique caractéristique, ou de cause immédiate et indiscutable, le plus souvent unique et acquise : intoxications, hystérie, épilepsie, hypocondrie... Ces aliénations sont susceptibles d'être traitées.
Les aliénations héréditaires forment le groupe le plus important qu'il divise en quatre classes de gravité croissante : de la simple « exagération du tempérament nerveux », jusqu'à la classe des imbéciles, idiots et crétins. Ces affections héréditaires sont incurables, et leur prise en charge relève du gardiennage.
Le système de Morel est simple et peu contraignant, avec de nombreux avantages qui expliquent son succès auprès des aliénistes. Il met de l'ordre dans un domaine touffu en donnant un sens à la folie. Son écho social n'est pas moins important, car « il offre une référence savante aux lieux communs des élites bourgeoises sur les classes dangereuses ». Il donne un moyen d'appréhender des problèmes médico-légaux tels que les mauvaises mœurs (crime, prostitution, alcool...), folie et idiotie, dans le cadre des conditions sociales d'existence au XIXe siècle.
Selon Patrice Pinell, la théorie de Morel relève de l'idéologie scientifique, telle que la définissait Canguilhem, à savoir que cette théorie propose un modèle explicatif de la folie en « faisant appel à des phénomènes physiopathologiques dont elle postule la réalité sans se donner les moyens de l'établir ».

## Théorie revue par Magnan
Dès 1860, la théorie de Morel est largement adoptée et commentée. En 1887, Valentin Magnan publie ses Considérations générales sur la folie des héréditaires ou dégénérés où la théorie est révisée, puis en 1895 méthodiquement exposée avec son élève Maurice Legrain dans Les dégénérés, état mental et syndromes épisodiques.

### Révision
Magnan est crédité de la formulation définitive de la théorie de la dégénérescence, celle qui remplace le transformisme de Lamarck par l'évolutionnisme de Darwin. La théorie initiale est débarrassée de ses références catholiques : péché originel, type primitif parfait... La théorie est ré-interprétée selon la sélection naturelle, la lutte pour la vie, et les « lois de l'hérédité » établies empiriquement par Darwin.
L'hérédité « dissemblable » de la folie ne remonte plus à la Genèse, mais aux ascendants directs les plus proches (des parents aux enfants), soit de façon atavique (parents indemnes, mais ancêtre atteint), ceci dans un cadre familial.
Magnan intègre aussi les thèses sur le plasma germinatif selon August Weismann, où la fécondation se fait par « copulation » des noyaux cellulaires (cellules sexuelles du père et de la mère), ce qui est contradictoire avec l'hérédité des caractères acquis de la dégénérescence. Mais par artifice rhétorique, Magnan et ses élèves parviennent à moderniser la théorie en la rendant compatible avec les travaux les plus récents.

En 1895, la dégénérescence est ainsi définie par Magnan :
« La dégénérescence est l'état pathologique de l'être qui, comparativement à ses générateurs les plus immédiats, est constitutionnellement amoindri dans sa résistance psycho-physique et ne réalise qu'incomplètement les conditions biologiques de la lutte héréditaire pour la vie. Cet amoindrissement qui se traduit par des stigmates permanents est essentiellement progressif, sauf régénération intercurrente ; quand celle-ci fait défaut, il aboutit plus ou moins rapidement à l'anéantissement de l'espèce ».
Cette dégénérescence est un processus faisant partie de l'évolution. Selon Magnan, les hommes «normaux» se répartissent selon une échelle qui va d'un type A primitif à un type O parfait, l'évolution humaine normale peut aller dans les deux sens (progressive ou régressive). La dégénérescence, à proprement parler, est une déviation de la ligne A-O, celle qui conduit à un type Z pathologique, une voie non réversible et qui conduit à l'extinction.

### Systématisation

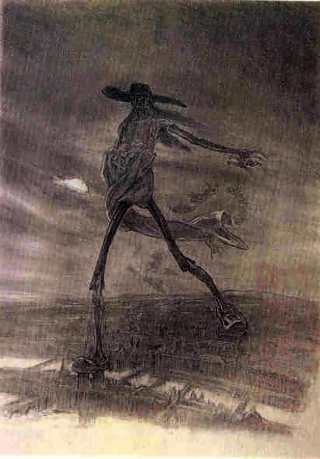
Satan semant ses graines, 1872, par Félicien Rops.

Magnan présente une hiérarchie des structures du systèmes nerveux, avec une hiérarchie correspondante des fonctions. À chaque lésion, il peut attribuer une pathologie neuropsychiatrique précise et constante. Il oppose ainsi les « dégénérés inférieurs » ou « idiots spinaux » (lésion de la moelle épinière), sujets aux troubles et déviations sexuelles, aux « dégénérés supérieurs » ou « idiots cérébraux », sujets aux bouffées délirantes, et dont font partie les génies.
Finalement la théorie de la dégénérescence s'organise autour de quatre concepts fondamentaux : la prédisposition (déjà indiquée par Morel), le déséquilibre, les stigmates, et les syndromes épisodiques.
Le déséquilibre est un concept flou, peu explicité, c'est une perte d'harmonie entre différentes fonctions du système nerveux : le dégénéré est un déséquilibré.
Les « stigmates » au contraire sont détaillés avec soin. Magnan distingue les stigmates moraux (arriération mentale, inadaptation sociale) et physiques (atrophies, hypertrophies, dystrophies...).
L'école de Magnan va ainsi énumérer les stigmates physiques de la dégénérescence, permettant de formuler un diagnostic de « dégénéré ». Les plus classiques sont les malformations du crâne et malpositions dentaires ; les malformations oculaires et du pavillon de l'oreille ; des parties génitales ; de l'extrémité des membres ; de la peau et du système pileux. À quoi on ajoute les troubles sensoriels (surdité et surdi-mutité, de la vision...), des troubles neurologiques comme le tremblement ou les maladresses, ou encore les troubles de l'élocution.
Enfin les syndromes épisodiques permettent de ranger les obsessions, impulsions et bouffées délirantes dans le cadre théorique de la dégénérescence. Plus détaillée et plus précise, la classification de Magnan reste très proche de celle de Morel.

### Hérédo-alcoolisme
L'alcoolisme a été identifié comme problème médical par le médecin suédois Magnus Huss en 1852, suscitant des mouvements de tempérance anti-alcoolique dans les pays anglo-saxons. La France suit avec un temps de retard : il faut attendre l'insurrection de la Commune de Paris en 1871, pour que les médecins s'y intéressent de plus près, en envisageant l'alcool comme cause première des émeutes ouvrières.
Dans les années 1880, l'ivresse publique est le premier motif d'arrestation à Paris (loi de 1873 sur l'ivresse publique). Magnan, médecin responsable de l'admission de l'asile Sainte Anne de 1867 à 1914, est bien  placé pour constater le taux croissant d'internement en asile et de suicide chez les personnes ainsi arrêtées. Magnan fait ainsi de l'alcool la cause principale de la dégénérescence, parmi d'autres facteurs d'environnement comme la misère ou la malnutrition.
L'hérédité selon Magnan est finalement plus proche du néo-larmarckisme que du darwinisme, car elle est grandement influencée par le milieu. L'alcoolisme est un caractère acquis, mais transmissible de génération en génération, c'est « l'hérédo-alcoolisme », source première des « folies héréditaires ».
En 1889, son élève Maurice Legrain publie Hérédité et alcoolisme, et en 1895 Dégénérescence sociale et alcoolisme.

## Extensions et continuités de la théorie
Plusieurs auteurs étendent le domaine de la pertinence de la théorie de Morel, en l'interprétant à leur manière : d'abord avec Charles Féré (1852-1907) avec la notion de « famille névropathique », notion qui peut s'appliquer à l'ensemble des fléaux sociaux.

### Famille névropathique
La dégénérescence n'est plus centrée sur la folie, elle devient un modèle explicatif global de vastes ensembles pathologiques considérés comme héréditaires. Selon Féré, les troubles mentaux et neurologiques relèvent d'un même mécanisme : des stimulations excessives et prolongées du système neuromusculaire ou de l'intellect, associées à des intoxications (alcool, plomb...). Il s'ensuit un trouble nutritionnel qui détériore la qualité du « plasma germinatif ».
En 1884, il publie un ouvrage qui le rend célèbre : La famille névropathique. Cette famille est le lieu non seulement de troubles neuropsychiatriques, mais aussi de nombreuses pathologies associées qui vont des malformations aux troubles de la nutrition, en passant par les maladies articulaires, la tuberculose, la syphilis... Les maladies les plus diverses, à partir du moment où elles touchent les membres d'une même famille, s'expliquent par un même terrain familial.
La maladie n'est plus un hasard aveugle, elle prend son sens en étant le produit d'un désordre familial passé, réactivé par le désordre actuel du patient. La médecine pénètre sur un terrain déserté par la religion, celui du sens de la maladie.
Selon Patrice Pinell : « S'exerçant dans un domaine où les méthodologies scientifiques sont encore trop balbutiantes pour fonder des approches alternatives, la nouvelle théorie de la dégénérescence tire sa force de l'élargissement des intérêts sociaux auxquels elle peut maintenant s'ajuster. ». Cette théorie serait « en phase avec les registres archaïques d'interprétation du malheur ». Elle se constitue au moment où la médecine libérale se construit sur l'idéal du médecin de famille.
Le concept de dégénérescence s'inscrit dans le cadre plus général de la décadence, celle de la France, de la race (population française), et de la famille. La théorie permet d'interpréter, d'expliquer et d'unifier la lutte contre les fléaux sociaux.

### Fléaux sociaux

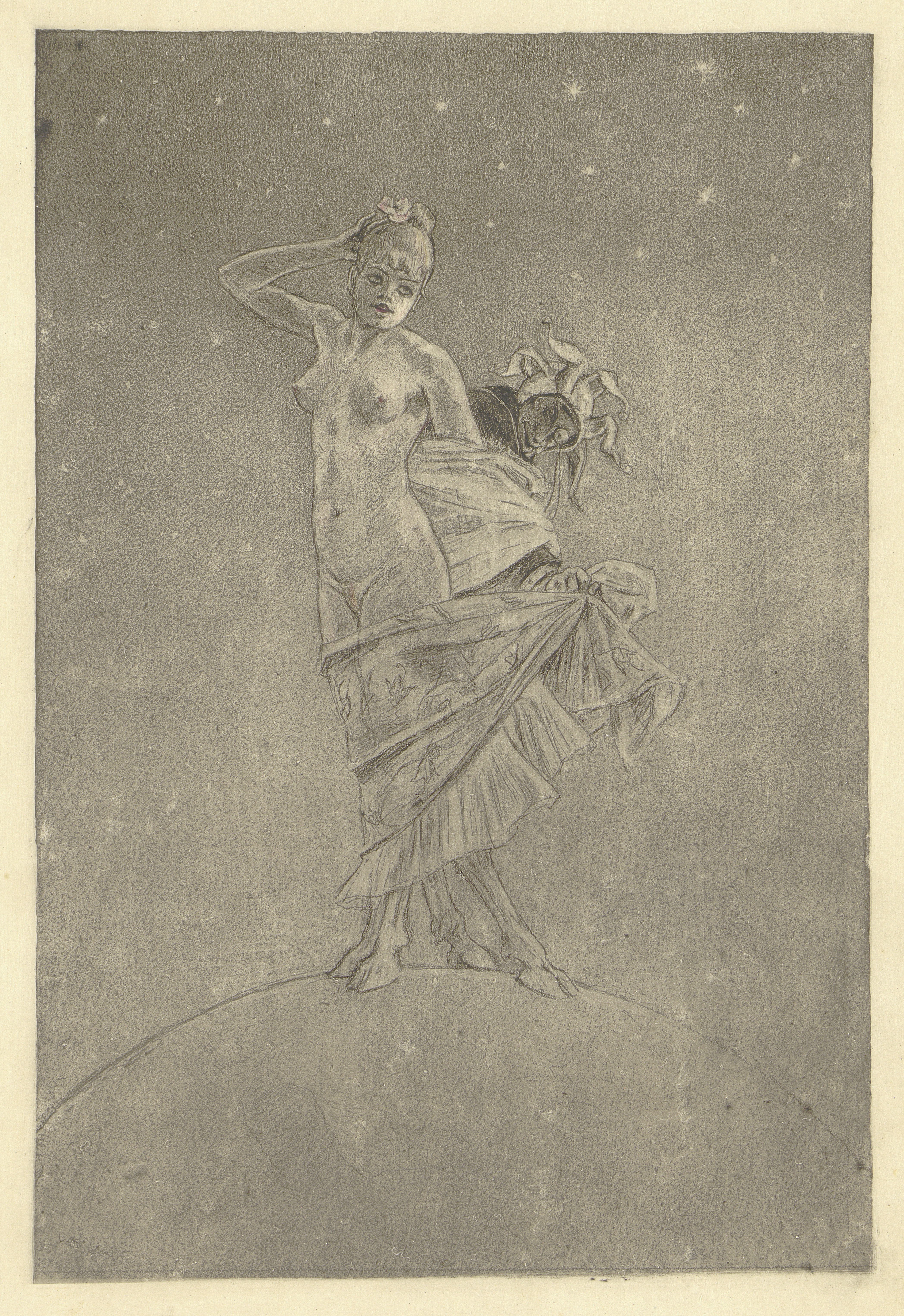
La prostitution et la folie dominant le monde, gravure de Félicien Rops (Bibliothèque Royale de Belgique).

En Italie, dès 1876, Cesare Lombroso (1835-1909) propose sa théorie du « criminel-né » avec L'homme criminel, suivi de La femme criminelle et la prostituée (1896). Lombroso comme Magnan, rapproche aussi le génie de la folie, en faisant du génie un « dégénéré supérieur » dans L'homme de génie (1877). En revanche Ferré s'oppose à Lombroso en lui reprochant de distinguer des criminels-nés sans tenir compte de la névrose et de l’imbécillité morale.
Sur le modèle de l'hérédo-alcoolisme de Magnan, se constitue l'hérédosyphilis avec Alfred Fournier (1832-1914) dont la première publication sur le sujet est La syphilis héréditaire tardive (1886). En 1901, Fournier fonde la Société Française de prophylaxie sanitaire et morale contre le « péril vénérien », sur le modèle de la lutte anti-alcoolique. Par ses conséquences héréditaires, la syphilis peut constituer selon Magnan « une cause d'abâtardissement, de dégénérescence pour l'espèce, et cela en donnant naissance à des êtres infériorisés, décadents, dystrophiés, déchus. Oui, déchus à savoir : soit déchus physiquement, soit déchus psychiquement ».
À partir de 1907, l'anglais Karl Pearson (1857-1936) publie des études statistiques semblant confirmer l'existence d'une prédisposition familiale au bacille de Koch. En 1912, Charles Leroux (1853-1925)  publie une étude portant sur 442 familles ouvrières tuberculeuses. L'analyse des arbres généalogiques montre une fréquence accrue de la tuberculose au fil des générations successives, ce qui lui permet de proposer le concept d'hérédo-tuberculose.

### Hygiène sociale
Ces fléaux sociaux, constitués de maladies héréditaires incurables, peuvent être prévenues dans leur apparition en agissant sur le milieu et les comportements, d'où un vaste mouvement « d'hygiène sociale » composé de nombreuses sociétés de prévention sanitaire et morale pour protéger la population.

Cette hygiène sociale est théorisée par Émile Duclaux, directeur de l'Institut Pasteur, lors d'une série de conférences données à l'École des hautes études sociales en 1902. Le premier congrès d'hygiène sociale se tient en 1904. Une période de confusion s'ensuit entre ce qui distingue l'hygiène sociale de l'hygiène ou santé publique. En 1921, l'hygiène sociale est ainsi définie :
« L'hygiène publique est l'ensemble des mesures prises par un pays pour la santé générale des individus et de la collectivité... L'hygiène sociale a des visées plus hautes et plus larges, pas seulement de préserver la race [population], mais de l'améliorer, la perfectionner en s'attaquant aux maladies, comme la tuberculose, la syphilis et l'alcoolisme, qui frappent les individus et leurs descendants ».

## Destinées de la théorie
La théorie de la dégénérescence s'hypertrophie au point de devenir le sens commun d'une époque (celle de la fin de siècle), ce qui lui vaut d'être progressivement discréditée sur le plan scientifique.

### Déclin

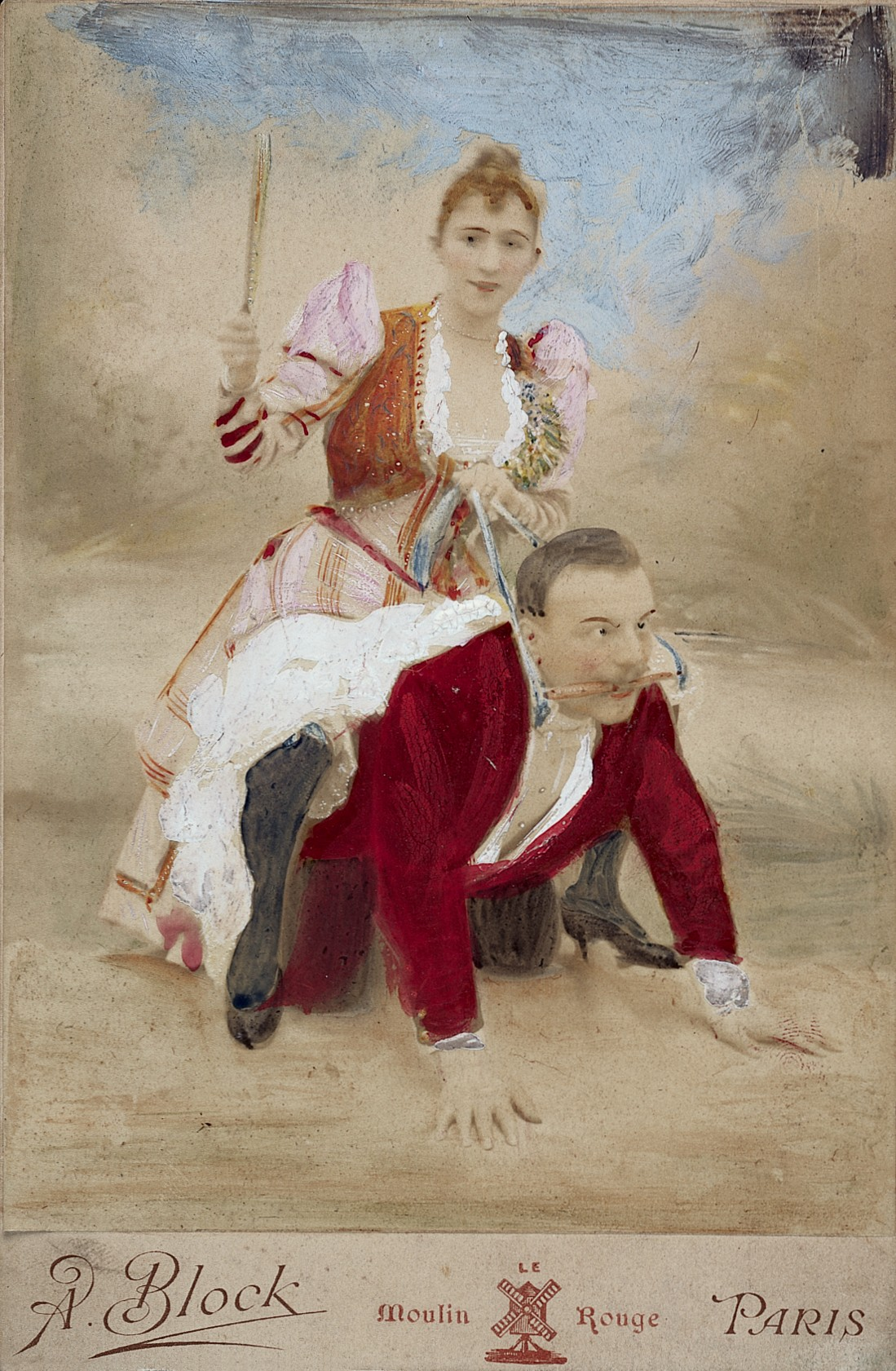
Femme habillée maniant la cravache, à cheval sur un homme en habit rouge, harnaché et à quatre pattes. Photographie peinte du Moulin Rouge, appartenant à la collection du psychiatre Krafft-Ebing, auteur de Psychopathia Sexualis (1886).

Une des premières critiques est celle de Gilbert Ballet et de son élève Georges Genil-Perrin (1882-1964) qui publie sa thèse Histoire des origines et de l'évolution de l'idée de dégénérescence en médecine mentale en 1913. Le concept de dégénérescence appliqué aux maladies mentales est jugé vague et discutable, et trop imprécis ou mal déterminé du point de vue clinique.
La première critique de fond est celle d'Eugène Apert qui publie en 1907 son Traité des maladies familiales et congénitales,. Pédiatre hospitalier, Apert distingue des maladies familiales qui se transmettent sur le mode similaire (hérédité classique) sans changer de forme (sans aggravation) et non influencées par le milieu (sans cause déterminante ou déclenchante). Il sépare ainsi les maladies  de dégénérescence, de celles du germe ou de l'union des germes.
Il distingue ainsi deux sortes de « stigmates », les accidentels qui relèvent d'une atteinte fœtale survenue au cours de la grossesse, et les innés ou héréditaires relevant d'une maladie ou mutation du germe. Cette dernière notion se réfère au botaniste Hugo de Vries (1848-1935) qui redécouvre et confirme les travaux de Gregor Mendel sur l'hérédité. Il faudra près d'un demi-siècle encore pour que la génétique mendélienne s'assure le quasi-monopole de l'interprétation légitime de l'hérédité pathologique humaine.
Dans les pays allemands, la théorie de Morel est acceptée très tôt, notamment par Krafft-Ebing en 1879 dans son Lebrbuch der Psychiatrie, et qui l'applique ensuite aux perversions sexuelles dans Psychopathia sexualis (1886), mais elle est aussi critiquée pour son schématisme dès les années 1890, entre autres par Kraepelin.

### Persistances
Les termes de « dégénérescence » et de « dégénéré » disparaissent peu à peu du vocabulaire médical concernant la pathologie mentale. La théorie subsiste cependant sous forme partielle, jusqu'à la deuxième guerre mondiale, en inspirant l'eugénisme, surtout l'eugénisme aux États-Unis (lois sur le mariage et l'immigration) ou encore l'eugénisme nazi.
Selon W. Schneider, la théorie en France inspire d'abord un eugénisme positif : l'amélioration de la génération actuelle entraîne celle des générations futures, idée qu'il attribue à l'influence du néo-lamarckisme. Les politiques de santé publique en France s'orientent donc à la fois vers la qualité et la quantité (politique nataliste par crainte de la dépopulation).
Dans les pays anglo-saxons, l'eugénisme est surtout négatif (restrictions, stérilisations, euthanasie...) par darwinisme social, où l'on s'oriente par choix vers une « qualité de population » opposée à la « quantité ». Dans les années 1930, sous l'influence des législations américaines et allemandes, l'eugénisme négatif entre dans le débat français.
Au début du XXIe siècle, la « dégénérescence héréditaire » ne subsiste plus en pathologie médicale qu'à travers la notion de « terrain prédisposé ». Toutefois, sous une forme renouvelée, le même genre de problématique pourrait se retrouver dans les débats actuels concernant la place et le rôle de la génétique moléculaire dans les problèmes de société,.
Cette théorie persiste, parfois sous des travestissements, dans la présentation de malédictions transgénérationnelles, de discours eugénistes et racistes rendant compte des inégalités ou du déclinisme contemporain.

## Dans les arts et la littérature

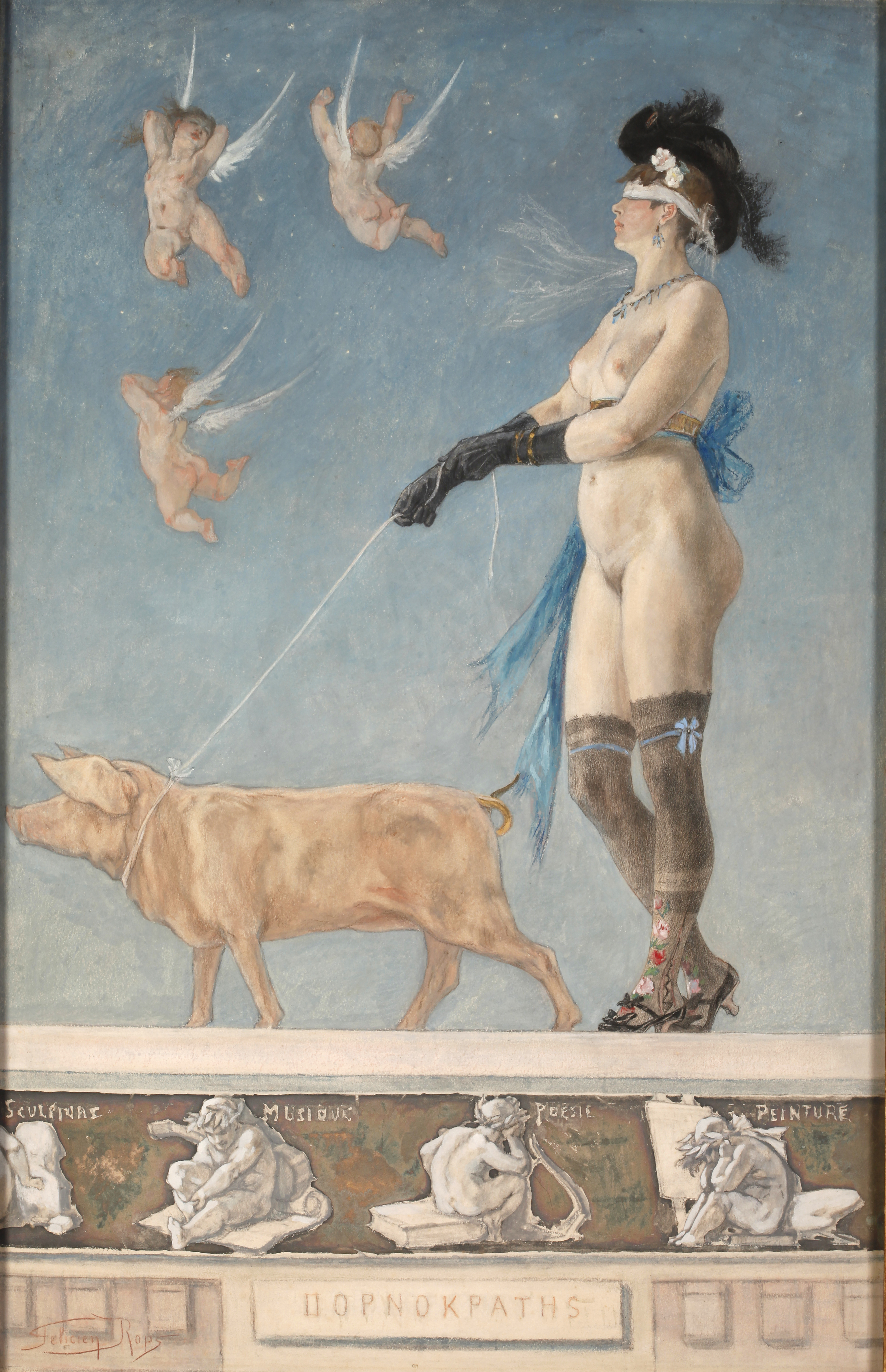
Pornocratie (1878), par Félicien Rops (Musée provincial de Namur) ou l'érotisme mêlé à une excentricité rare et un vague mysticisme.

L'idée de dégénérescence imprègne de nombreux courants artistiques de la fin du XIXe siècle.
Émile Zola, et de nombreux écrivains naturalistes, font de cette idée un thème littéraire. L'histoire de la famille Rougon-Macquart en vingt volumes, par Zola, est un grand succès populaire : le seul L'Assommoir (1876) fait l'objet de 38 tirages en neuf mois, avec plus de cent mille exemplaires vendus en cinq ans. Zola décrit en détail la décadence, l'alcoolisme, et les conditions du prolétariat. Il utilise directement les travaux et théories médicales de son temps pour leur donner une forme littéraire.
Le dernier volume de la série, Le Docteur Pascal (1893) traite de l'hérédosyphilis, thème repris par Léon Daudet dans son essai L'Hérédo, essai sur le drame intérieur (1916).
Dans son ouvrage Dégénérescence (1892), Max Nordau condamne radicalement les courants culturels, artistiques ou intellectuels de son époque.
De façon plus insidieuse, l'idée de décadence se répand dans les groupes néo-romantiques. Le roman de Paul Bourget Mensonges (1887) met à la mode l'expression fin de siècle, un sentiment général de pessimisme qui inspire un théâtre et des romans morbides et macabres. Cet esprit règne surtout dans deux villes : Paris et Vienne (Autriche).
Après le culte de la nature et du bon sauvage du XVIIIe siècle, la communion avec la nature du romantisme, les mythes s'inversent, on cultive désormais l'idée du « civilisé corrompu », affaibli par le luxe pervers des grandes villes modernes. C'est la recherche de l'esthétisme, de la rareté, de l'excentricité, d'un mysticisme vague (spiritisme, occultisme).
En réaction à la période victorienne du milieu du siècle, l'esprit fin de siècle se caractérise par le culte de l'érotisme et de la pornographie. Cela va des écrits raffinés d'Anatole France (comme Thaïs, 1891) jusqu'aux romans de gare pseudo-médicaux. Une abondante littérature décrit les perversions sexuelles en leur donnant un nom datant de cette époque : sadisme, masochisme, fétichisme... La description littéraire précédant souvent la description scientifique.
Il existait aussi un culte de la prostituée, par des artistes peintres les représentant avec tendresse (Toulouse-Lautrec, Klimt...), ou encore par des écrivains les glorifiant (Maupassant, Baudelaire, Wedekind...).

## Dans le cinéma
- Minuit à Paris (2011) de Woody Allen, voyages dans le temps à Paris, où chaque époque se vit comme décadente par rapport à la précédente.

### Textes historiques
- Prosper Lucas: Traité philosophique et physiologique de l'hérédité naturelle dans les états de santé et de maladie du système nerveux, Paris, Baillière, 2 vol. 1847( T.I) - 1850( T.II).

- Bénédict Augustin Morel, Traité des dégénérescences physiques, intellectuelles et morales de l’espèce humaine, Paris, Jean-Baptiste Baillière, 1857.
- B-A Morel, Traité des maladies mentales, Paris, Masson, 1860.
- Charles Féré, La famille névropathique, Paris, Delahaye, 1884.
- Jules Déjerine, L'hérédité dans les maladies du système nerveux, Paris, 1886.
- Alfred Fournier, Syphilis héréditaire tardive, Paris, 1886.
- Cesare Lombroso, L'homme criminel, Paris, 1887.
- Maurice Legrain, L'hérédité et l'alcoolisme, Paris, Doin, 1889.
- Maurice Legrain, Dégénérescence et alcoolisme, Paris, Masson, 1895.
- Valentin Magnan et Maurice Legrain, Les dégénérés, état mental et syndromes épisodiques, Paris, Ruef, 1895.
- Eugène Apert, Traité des maladies familiales et des maladies congénitales, Paris, Baillière, 1907.
- Genil-Perrin G., Histoire des origines et de l'évolution de l'idée de dégénérescence en médecine mentale, Paris, Leclerc, 1913.
- Edmond Fournier, Syphilis héréditaire de l'enfance, Paris, 1921.

### Études
- Antoine Porot, Manuel alphabétique de Psychiatrie, PUF, 1975, p. 172-173.article Dégénérescence

- Claude Quétel, Le mal de Naples, Histoire de la syphilis, Paris, Seghers, coll. « Médecine et Histoire », 1986, 348 p. (ISBN 2-221-04491-6), chap. 7 (« Fous et hérédos »).
- Jean-Charles Sournia, Histoire de l'alcoolisme, Paris, Flammarion, 1986, 322 p. (ISBN 2-08-064947-7), chap. VII (« Le vice menace la société et la race »).
- (en) William H. Schneider, Quality and Quantity, The Quest for Biological Regeneration in Twentieth-Century France, Cambridge, Cambridge University Press, 1990, 392 p. (ISBN 0-521-37498-7), chap. 2 (« Degeneration and regeneration »). .
- Jean-Christophe Coffin, La Transmission de la folie, 1850-1914, L'Harmattan, 2003  (ISBN 2747546969)
- Patrice Pinell, « Dégénérescence », dans Dominique Lecourt, Dictionnaire de la pensée médicale, Paris, 2004 (ISBN 2-13-053960-2), p.310-314. .
- Jacques Hochmann, « La dégénérescence, origine et conséquences d'une théorie dommageable », dans Boris Cyrulnik et Patrick Lemoine (Eds), La folle histoire des idées folles en psychiatrie, Paris, Odile Jacob, 2016 (ISBN 978-2-7381-3501-8), p.151-172.
- Jacques Hochmann, Les Théories de la dégénérescence, d'un mythe psychiatrique au déclinisme contemporain, Paris, Odile Jacob, 2018.